# AEC Regent III
L'AEC Regent III, conosciuto anche come Regent 3 o Regent Mark III, era un telaio per autobus a due piani prodotto dalla AEC.
Era stato pensato per le linee realizzate fuori Londra e oltremare. Tranne una piccola minoranza dotata di un motore da 7,7 litri, il motore standard aveva una cilindrata di 9,6 litri, trasmissione preselettiva epiciclica Wilson. Anche in questo caso una piccola minoranza era dotata di trasmissione di diverso tipo.Dagli inizi del 1950 divenne disponibile, come opzione, una trasmissione sincronizzata e freni che funzionavano ad aria compressa. Su una minoranza di esemplari i freni erano azionati con un impianto a depressione. Il Regent III era disponibile con carrozzerie realizzate da diversi produttori tra i quali la Park Royal, la Metro Cammell Weymann e la Charles H. Roe.
Il Regent III fu sostituito dal Regent V. La versione a due piani Regent IV che aveva il motore sistemato sotto il pavimento venne prodotto in un solo prototipo. L'ultimo Regent III venne fornito alla Reading Corporation nel 1956.

## Diffusione

### A Londra
La London Trasport acquistò 76 Regent III con carrozzeria Weymann. A questi mezzi venne dato un numero identificativo come classe RLH e restarono in servizio in questa società dal 1950 al 1971.
I primi 20 RLH furono prodotti nel 1959 ed erano in pratica identici ai dieci Regent III acquistati dalla Midland General. Nel 1952 fu acquistato un ulteriore lotto di 56 autobus e, rispetto ai venti veicoli precedenti, erano state introdotte delle piccole modifiche. La flotta operava da diverse rimesse situate intorno alla Central area – autobus di colore rosso – e alla Country area – autobus in colore verde – della London Transport, di solito dove dei bassi ponti ferroviari che passavano sulle strade potevano a volte causare dei problemi.
Molti RLH furono venduti ed utilizzati dopo una volta che erano stati dismessi dalla London. Per la loro altezza di 4,14 metri – circa 30 cm meno di un normale autobus a due piani – molti furono venduti in altri paesi dell'Europa e degli Stati Uniti dove le disposizioni sull'altezza massima dei veicoli permettevano loro di operare.

## L'AEC Regent III RT
La versione RT iniziò ad essere prodotta nel 1939 e venne appositamente progettata per e con la London Transport.
Questo veicolo era l'autobus rosso di Londra degli anni cinquanta. Ne erano stati prodotti 4.825 esemplari per la London Tranport. Anche se non tutti erano in servizio nello stesso momento.
Alcuni autobus tipo RT furono costruiti per svolgere il loro servizio fuori Londra, per esempio quelli della St. Helens Transport.